# Ancienne église San Salvatore
Pour les articles homonymes, voir Église San Salvatore.
L'église du Santissimo Salvatore, populairement connue sous le nom de San Salvatore, est un ancien édifice religieux du centre historique de Gênes, situé piazza Sarzano, dans le quartier de Molo. Attenante à l'ancien complexe conventuel de Sant'Agostino, l'église, désacralisée après les graves dommages causés par les bombardements de la Seconde Guerre mondiale, a été entièrement rénovée pour abriter l'amphithéâtre de la faculté d'architecture de l'Université de Gênes. De par sa capacité d'accueil (elle peut accueillir jusqu'à 340 spectateurs), elle est parfois aussi utilisée comme salle de concert.

## Histoire

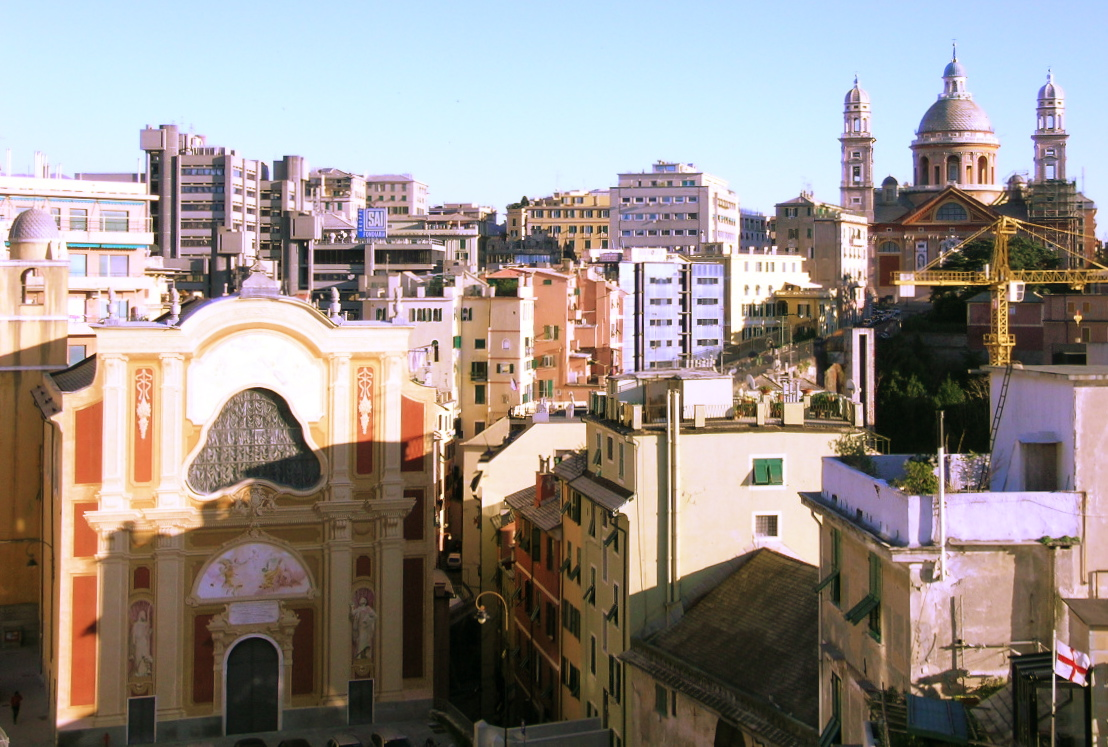
Vue d'ensemble de la Piazza Sarzano, à gauche l'église San Salvatore et à droite, au fond, la basilique de l'Assunta di Carignano.

L'acte de fondation de l'église remonte à janvier 1141, lorsque les consuls de Gênes Guglielmo Malocello et Oberto Della Torre concédèrent aux chanoines réguliers de la Congrégation de San Rufo qui étaient basés dans l'église de San Nicolò de Capodimonte de Camogli, « 14 tables de terre » pour la construction d'une église au campo Sarzano. À l'époque c'était la seule véritable place à l'intérieur des murs de la ville, siège de marchés, de tournois chevaleresques, de manifestations publiques et de processions ; dans l'acte, il était établi que la nouvelle église serait perpétuellement tributaire de la cathédrale, établissant une redevance symbolique d'un denier et d'un cierge à payer annuellement le jour de Noël,,,.
L'église a été construite en style roman à trois nefs. En 1182 elle fut confiée au chapitre cathédral, décision confirmée par le pape Urbain III quatre ans plus tard, le 22 décembre 1186. L'église est mentionnée pour la première fois comme église paroissiale dans des documents datant de 1191.
En 1653, l'église fut entièrement reconstruite en style baroque grâce au financement des frères Andrea et Bartolomeo Costa,. Avec cette reconstruction, les trois nefs furent allongées et réunies en une seule grande salle ; le clocher, construit à la même époque, fut restauré plus tard et le nombre de cloches fut porté à cinq. Le bombardement naval français de 1684 fit effondrer le plafond. En 1692 elle possédait son orgue, enrichi en 1844. Entre 1771 et 1773, elle subit une restauration radicale et fut consacrée le 19 décembre 1773 par l'archevêque Giovanni Lercari, qui l'éleva au titre de prévôté,,.
En 1809, elle incorpora la paroisse voisine de Santa Croce, supprimée par l'Archevêque de Gênes Giuseppe Spina, dont elle confisqua également les biens : depuis lors, la paroisse prend le nom de « San Salvatore et Santa Croce ». Le célèbre violoniste Niccolò Paganini et le peintre Gioacchino Assereto ont été baptisés dans l'église.
Pendant la Seconde Guerre mondiale, en 1942, l'église fut incendiée et partiellement détruite par un raid aérien, et resta en ruines pendant des décennies, jusqu'à ce que, dans le cadre des travaux de construction du siège de la Faculté d'Architecture de l'Université de Gênes, l'actuelle église de San Salvatore, achetée par l'université, ait été entièrement rénovée pour abriter le hall principal du complexe universitaire. En plus des activités de la faculté, elle accueille également des conférences culturelles liées aux activités de l'Observatoire urbain de la municipalité de Gênes, créé pour promouvoir les initiatives de restauration et de valorisation du centre historique. La première phase de restauration s'est achevée en 1992, ramenant le bâtiment dans son état d'avant les bombardements, pour stopper sa dégradation, contribuant indirectement à la réhabilitation architecturale de la place,,,. Les restaurations ont également mis au jour quelques vestiges du parement de l'église romane d'origine.
Après la destruction et la désacralisation conséquente de l'église, les activités de la paroisse, qui a conservé le titre de « San Salvatore et Santa Croce », se poursuivent encore dans l'oratoire adjacent de Sant'Antonio Abate.

## Description

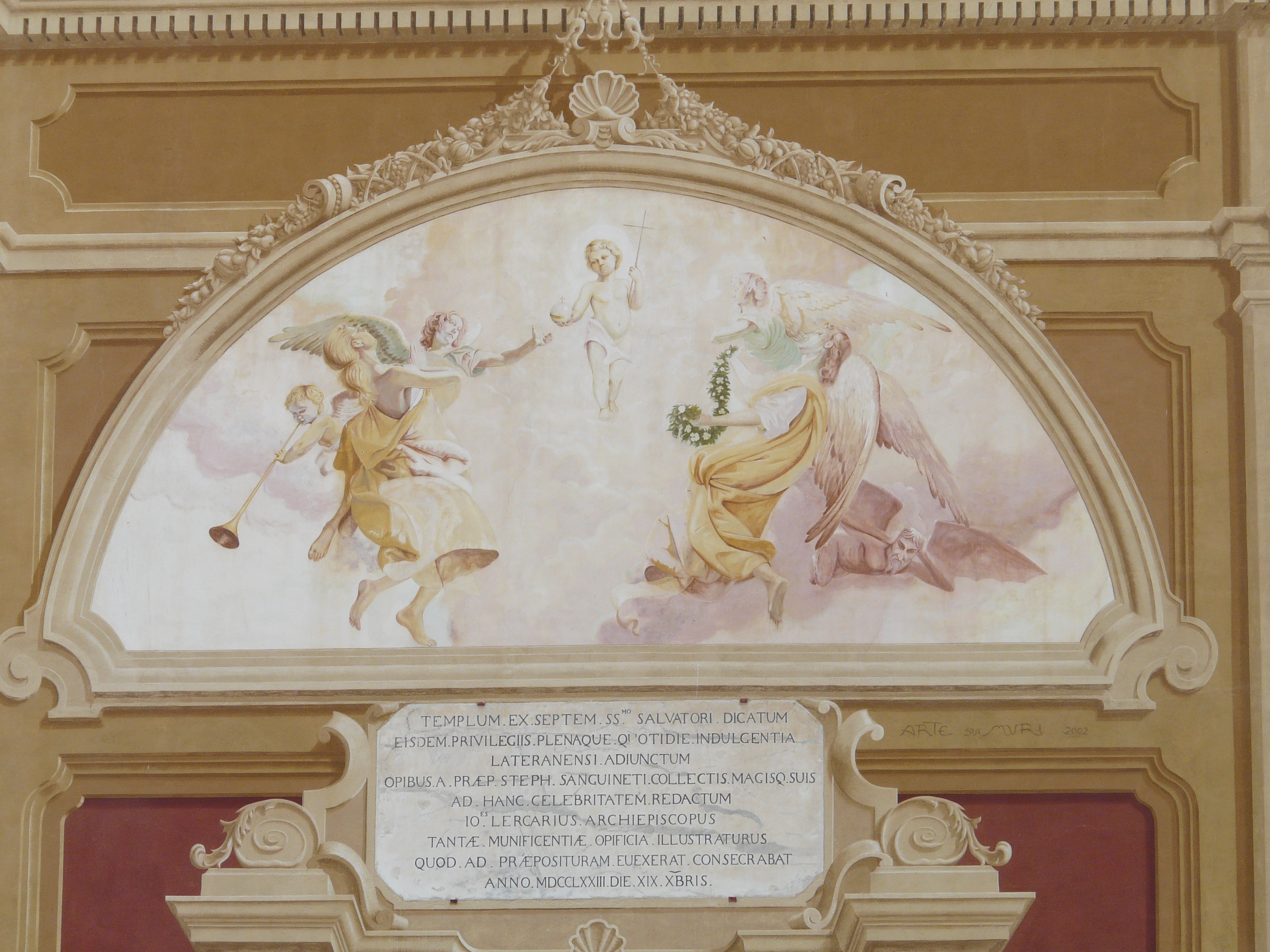
La fresque de la lunette et la plaque commémorative de la consécration de l'église

D'un point de vue architectural, bien qu'elle ait été la paroisse la plus peuplée du centre historique, l'église a toujours eu un aspect modeste et n'a jamais possédé une riche collection d'œuvres d'art.
Dans la lunette au-dessus du portail d'entrée se trouvait une fresque de Giuseppe Paganelli, réalisée à l'occasion de la consécration de l'église en 1773 et une plaque commémorative de l'événement. La fresque, comme toute la décoration de la façade, fut détruite lors de l'incendie de 1942 et refaite lors de la restauration en 1992. Au sommet se trouve une grande fenêtre du XVIIIe siècle. Le reste de la façade a été peint au XIXe siècle avec des motifs architecturaux à fresque. La façade était en mauvais état au début du XXe siècle et fut repeinte en 1926, mais ces nouvelles décorations disparurent à cause de l'incendie qui suivit le bombardement, au cours duquel les œuvres d'art de l'église furent également perdues. Lors des restaurations de 1992, toute la décoration extérieure a été restaurée.
L'intérieur, à nef unique, avec quatre chapelles de chaque côté, a été peint à fresque par Ventura Salimbeni, mais s'étant détériorées avec le temps, ces fresques ont été retouchées, pas trop heureusement, selon les auteurs de l'époque, par de modestes peintres du XIXe siècle. Une autre fresque de Salimbeni se trouvait dans la sacristie. Sur les murs de la nef se trouvaient six médaillons peints à fresque par Carlo Alberto Baratta (1799) et un grand dans la voûte centrale, œuvre de Federico Peschiera (1848), mais aujourd'hui la majeure partie de la décoration, endommagée par la guerre, n'est plus lisible.
Certaines peintures, perdues, ont également été conservées dans l'église : Notre-Dame de Montallegro de Giuseppe Palmieri, L'Adoration des mages de Giovanni Perolli, proche collaborateur de Giovanni Castello, Daniel dans la fosse aux lions de Giuseppe Isola et Camille de Lellis, San Camillo par Domenico Piola,.